# Jacques Dutronc
Pour les articles homonymes, voir Dutronc.
Jacques Dutronc, né le 28 avril 1943 à Paris, est un chanteur, auteur-compositeur et acteur français.
Chanteur, il devient célèbre, par sa collaboration avec le parolier Jacques Lanzmann, à l'époque yéyé, avec les tubes Et moi et moi et moi, Mini mini mini, Les Play Boys, Les Cactus, J'aime les filles, Il est cinq heures Paris s'éveille, L'Hôtesse de l'Air, L'Opportuniste et Le Petit Jardin.
En 1973, Jacques Dutronc devient acteur, avec Antoine et Sébastien de Jean-Marie Périer. Il tourne par la suite pour Claude Lelouch, Andrzej Żuławski, Jean-Luc Godard, Jean-Pierre Mocky, Claude Chabrol, Claude Sautet.
En 1992, il obtient le César du meilleur acteur pour Van Gogh de Maurice Pialat. Un César d'honneur lui est remis en 2005 pour l'ensemble de sa carrière.
En 2014 et 2017, il forme avec Eddy Mitchell et Johnny Hallyday le trio Les Vieilles Canailles.
Veuf de Françoise Hardy, il est le père du chanteur et musicien  Thomas Dutronc.

## Biographie

### Jeunesse
Jacques Dutronc est le fils cadet de Pierre (1908-2004) et Madeleine Dutronc (1914-1991), un couple d'intellectuels artistes. La famille habite au 67, rue de Provence à Paris. Son père, ingénieur aux Charbonnages de France et pianiste amateur, l'initie à la musique, puis lui fait suivre des cours de piano et de violon.
Jacques Dutronc va à l’école communale de la rue Blanche, à l’école Rocroy-Saint-Léon (devenue lycée Rocroy-Saint-Vincent-de-Paul), 106 rue du Faubourg-Poissonnière, puis au lycée Condorcet.
À partir de 1958, il fréquente le lieu culte du rock français : le Golf-Drouot d'Henri Leproux. Il y retrouve de futurs confrères : Long Chris, Dany Logan, Johnny Hallyday et Eddy Mitchell.
À 16 ans, il contracte la maladie de Bouillaud qui le cloître chez lui pendant un an. Il emprunte la guitare de son frère et débute en autodidacte, en reproduisant les chansons entendues à la radio ou sur disques. Il monte avec la « bande du square de la Trinité » le groupe Les Tritons. Le succès de Johnny Hallyday l'incite à s'engager dans la musique.

### Débuts dans la chanson

#### Premières années (1960-1965)
Dessinateur, guitariste, assistant de directeur artistique, compositeur, puis chanteur, Jacques Dutronc participe à l'époque yéyé en guitariste et leader du groupe El Toro et les Cyclones signé chez Vogue le 9 octobre 1961 . Le groupe publie deux super 45 tours en 1962.
Lors des prestations de son groupe, il rencontre des vedettes présentes ou à venir. Au début des années 1960, il compose trois titres pour le groupe les Fantômes dont le succès instrumental Fort Chabrol. José Salcy et Françoise Hardy reprennent ce titre qui, complété de paroles, devient Le Temps de l'amour, un des premiers hits de la chanteuse. Il est parfois guitariste d' Eddy Mitchell.
Le groupe El Toro et les Cyclones est dispersé du fait du service militaire : Jacques l'effectue dans les Forces françaises en Allemagne, au 51e RCT à Trèves. Reformé sous le nom de Nashville Sound, le groupe se sépare en 1964.
Jacques Dutronc devient co-directeur artistique des éditions Alpha de Jacques Wolfsohn, et directeur artistique chez Vogue. Il veille au parcours de quelques artistes — comme Zouzou, pour qui il compose six chansons,, ou Benjamin, pour qui il compose un titre — et s'occupe de la promotion de leurs disques. Pendant ses années Vogue, il compose une autre chanson interprétée par Françoise Hardy, Va pas prendre un tambour.

#### Premiers succès (1966)

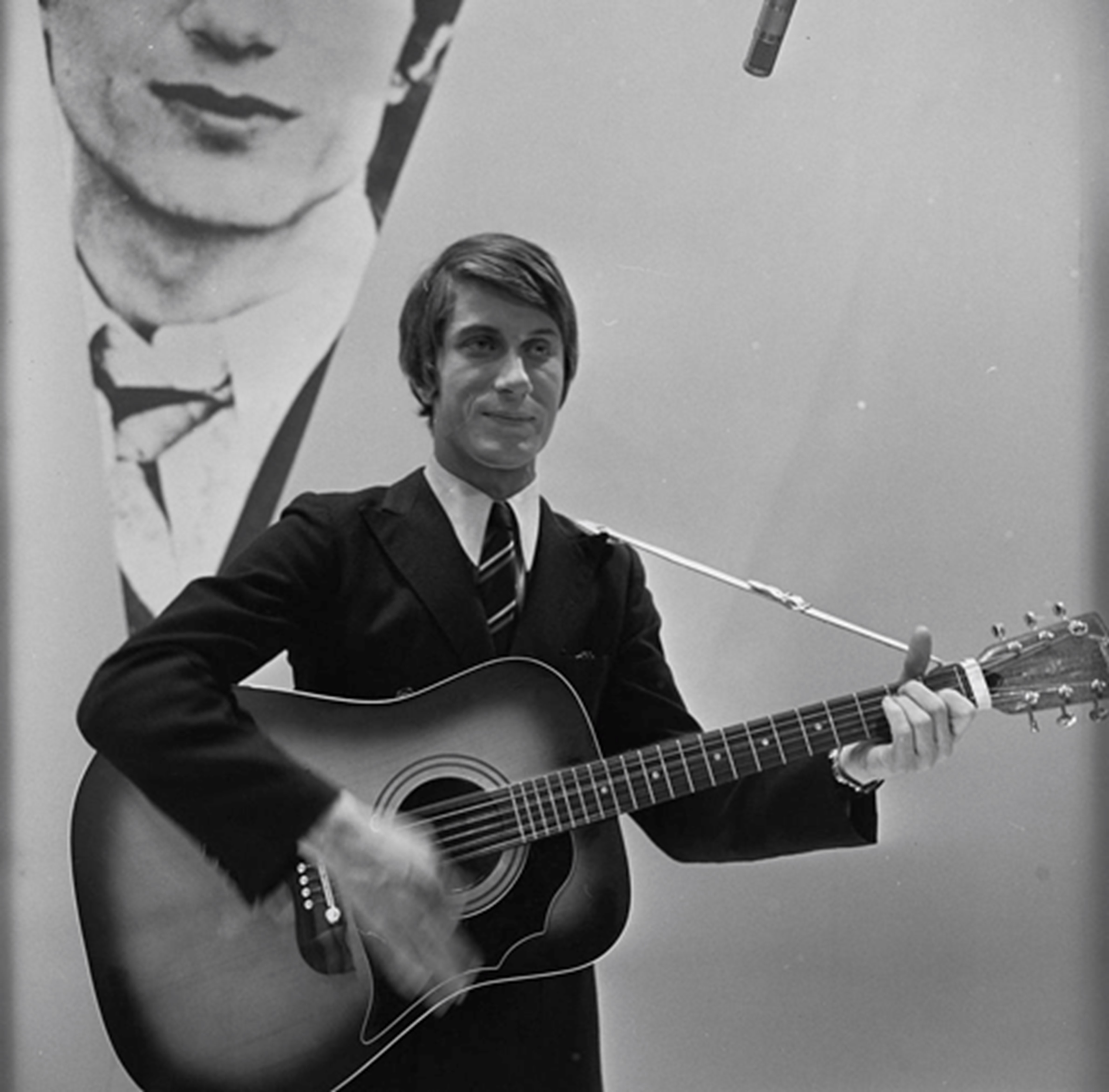
Jacques Dutronc à ses débuts, en 1966.

Jacques Wolfsohn, irrité par le succès d'Antoine, lancé par Christian Fechner, décide de prouver qu'il est encore capable de dénicher des talents, lui qui a découvert Johnny et Françoise Hardy. Il propose à Jacques Lanzmann, romancier et directeur du magazine Lui , d'écrire des chansons. Un premier texte, Cheveux longs, chanté par le beatnik Benjamin, sort en 45 tours en 1966, sans succès.
Lanzmann écrit un deuxième texte pour Benjamin ; Wolfsohn le transmet à Jacques Dutronc, qui compose une musique et fait une maquette, mais les essais ne sont pas concluants, pas plus que celui de son bassiste Hadi Kalafate, éternel complice de Jacques Dutronc. Finalement, la meilleure version est celle de Dutronc lui-même. C'est ainsi que paraît  Et moi, et moi, et moi, un tube de l'été 1966 (plus de 100 000 ventes) ; les autres chansons : Mini, mini, mini, Les gens sont fous et J'ai mis un tigre dans ma guitare marchent aussi.
Au mensuel Salut les copains, il déclare : « Ce qui a accéléré les choses pour le disque, c'est qu'étant dans la maison je savais exactement à qui adresser mes demandes, et à qui botter le cul pour que ça s'exécute! ».

#### La reconnaissance artistique (1966-1969)
En 1966, Vogue sort son premier album, avec les tubes  Les Play-Boys, Les Cactus, cité à l'Assemblée nationale par Georges Pompidou, J'aime les filles, L'Idole, Le plus difficile . Jacques effectue 200 concerts en France.
En 1968, sa chanson Il est cinq heures, Paris s'éveille atteint les sommets des hit-parades, non seulement en France, mais aussi en Belgique (no 2) et aux Pays-Bas (no 3). Amateur de jazz manouche, il s'oriente dans certaines compositions vers un répertoire qui en est teinté : À tout' berzingue, sorti en 1969, par exemple. 1969 est aussi l'année de L’Aventurier, du Responsable et de L’Hôtesse de l'air… Les paroles sont du duo Jacques Lanzmann et Anne Segalen.

### Un chanteur reconnu

#### Retour à la chanson (1970-1975)

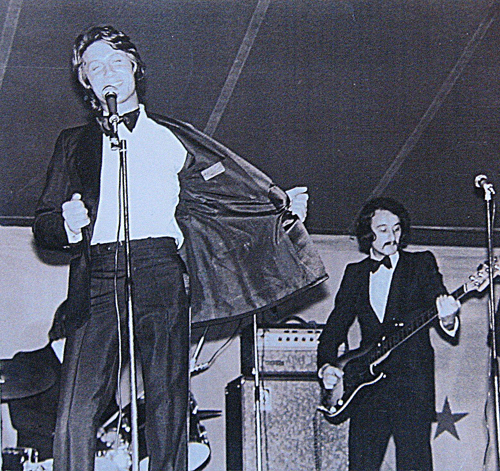
Dutronc sur scène à Annecy en 1971 avec le bassiste Noël Mirol.

En 1970, le dessinateur Fred succède, le temps de deux disques pour enfants (Le Sceptre et La Voiture au clair de lune) et d'un 45 tours simple (Le Fond de l'air est frais) à Jacques Lanzmann, qui jusque-là avait écrit tous les textes de Jacques.
Lors des années 1970 Jacques Dutronc semble s'essouffler. Néanmoins, il enregistre des succès comme À la vie, à l'amour, Le Petit Jardin, La France défigurée, Le Dragueur des supermarchés ou Le Testamour, et les génériques de la série télévisée Arsène Lupin, L’Arsène et Gentleman cambrioleur.
Il compose une chanson en "verlan", J'avais la cervelle qui faisait des vagues. Il fréquente Serge Gainsbourg qui dit de lui « c'est en France ce qu'il y a de plus intéressant, après moi… »[réf. nécessaire] et qui lui écrit Elle est si, L'Amour prison, Les Roses fanées, L'Île enchanteresse. Dutronc écrit toutes ses musiques, sauf les génériques TV et Les Roses fanées.

#### Avec Françoise Hardy (1978-1991)
En 1978, Jacques Dutronc chante un duo Brouillard dans la rue Corvisart avec Françoise Hardy. En 1980 il fait son retour avec l'album Guerre et pets, dont six titres sur neuf sont écrits avec Serge Gainsbourg. L'album n'égale pas les succès des débuts, mais chaque retour est un événement musical. L'Hymne à l'amour (moi l'nœud), manifeste anti-raciste, impertinent et désinvolte, reflète les tempéraments communs aux deux auteurs. Dutronc reprend  Le Temps de l'amour composé vingt ans plus tôt pour sa compagne.
Cette décennie est celle des rééditions. Il faut attendre le single Merde in France en 1984 pour retrouver Jacques Dutronc en verve. Les albums Guerre et Pets (1980), disque d'or avec entre autres L'Hymne à l'amour (moi l'nœud) et J’ai déjà donné, un disque avec 7 titres de Gainsbourg), C'est pas du bronze (1982) (dans lequel il fait ses premiers pas d'auteur en solitaire avec Savez-vous planquer vos sous, Tous les goûts sont dans ma nature et L’Autruche) ou CQFD…utronc (1987), qui sera aussi disque d'or, rencontrent un succès d'estime.

#### Triomphe sur scène (1992-1995)
Il fait un retour en public en 1992, au Casino de Paris, concert filmé par Jean-Marie Périer, et édité en album vendu à 650 000 exemplaires, et suivi d'une tournée. Dutronc a alors 50 ans et la « Dutroncmania » semble reprendre, écrit alors Globe. Durant les années 1990, Jacques Dutronc publie un seul album studio, en 1995, Brèves Rencontres, en collaboration avec son fils Thomas, alors auteur débutant.

#### Son albumMadame l'existence(2003)
Son dernier album Madame l'existence, publié en 2003, dont les textes sont cosignés Lanzmann-Dutronc et les musiques sont de Dutronc, contient deux reprises, L'Homme et l'Enfant, chantée dans les années 1950 par Eddie Constantine et Un jour, tu verras, de Marcel Mouloudji, un voisin  des années 1960 de la rue de Provence. Le CD est disque d'or (plus de 100 000 exemplaires vendus) malgré une promotion réduite.

### Période récente (depuis 2010)

#### Nouvelle tournée (2010-2013)

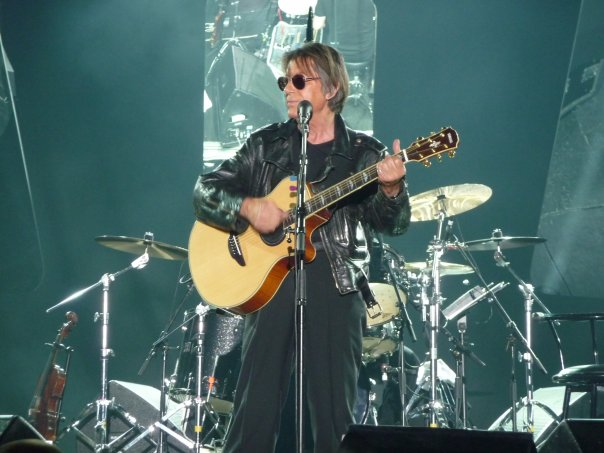
Jacques Dutronc sur scène en 2010.

Début 2010, Jacques Dutronc revient sur scène. Sa tournée prévoit 50 dates, commençant aux Arènes de l'Agora d'Évry, avant le  Zénith de Paris. Mais le succès la porte à  80 concerts, passe par les  festivals d'été dont Art Rock, Vieilles Charrues, Paléo Festival Nyon, Ecaussystème à Gignac (Lot)…, et s'achève à la Fête de l'Humanité devant des dizaines de milliers de spectateurs. Ses fans sont nombreux :  Johnny Depp, qui le considère comme le premier punk, Iggy Pop, Vanessa Paradis, Jean Rochefort, Étienne Daho (avec qui il interprète en duo Tous les goûts sont dans ma nature, une chanson de 1982 dont il est l'auteur-compositeur) ou Vincent Lindon.
Il est en 2010 la 40e personnalité préférée des Français, tous métiers confondus, d'un classement publié chaque année par le JDD. Fin novembre, sortent Et vous, et vous, et vous, le CD et le DVD  de la tournée. Selon la SACEM, c'est le 5e spectacle musical ayant généré le plus de droits en France en 2010.

#### Les Vieilles Canailles (2014-2017)
Le projet de réunir pour un tour de chant commun, Johnny Hallyday, Eddy Mitchell et Jacques Dutronc, est lancé en mars 2014. Le 28 avril, les organisateurs annoncent que les trois amis seront, sous l'appellation Les Vieilles Canailles, sur la scène du Palais omnisports de Paris-Bercy en novembre 2014, pour une série de six concerts.
En juin et juillet 2017, le trio se reforme pour une tournée à travers la France, la Belgique et la Suisse.

#### TournéeDutronc & Dutronc(2022)

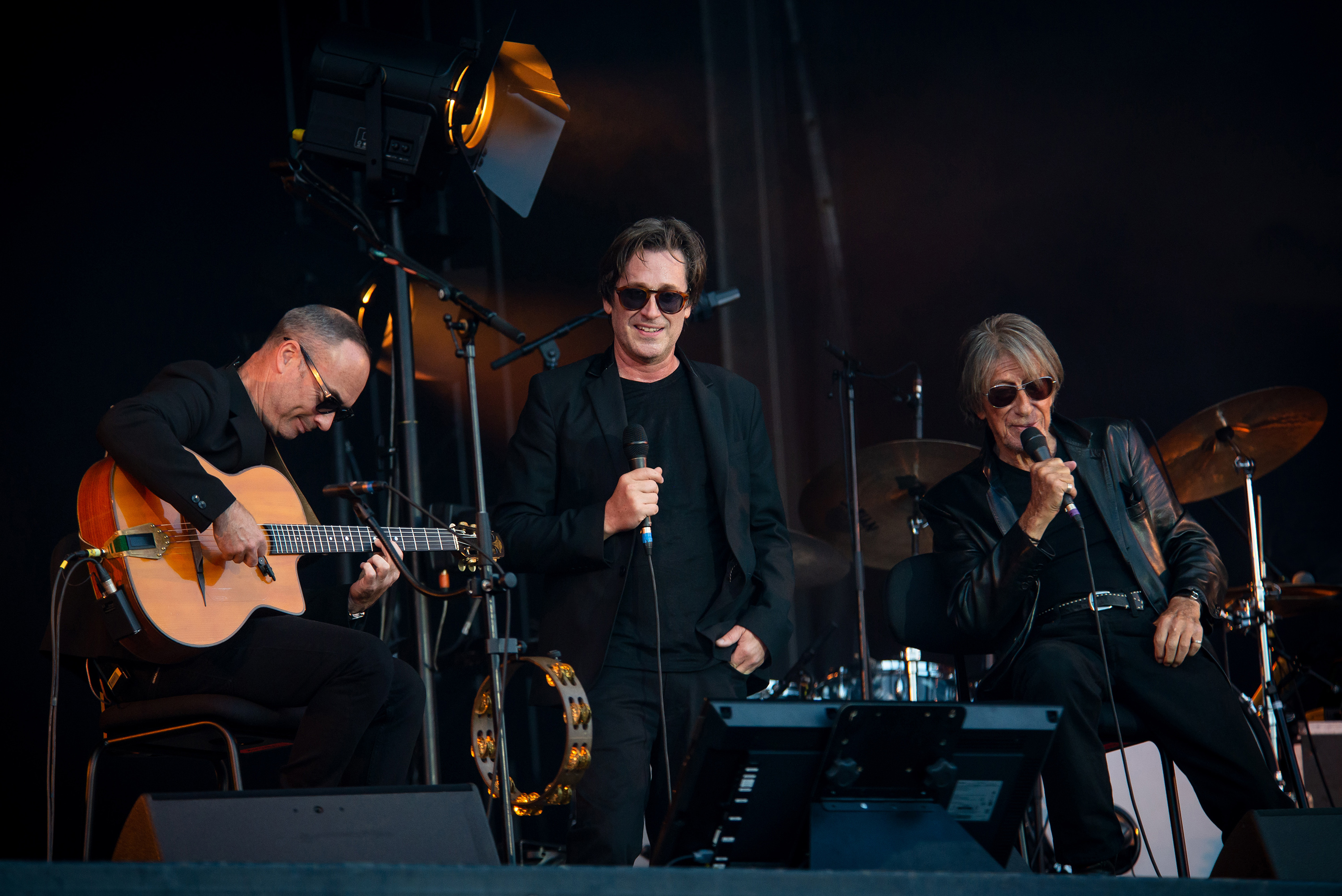
Thomas et Jacques Dutronc sur scène en 2022.

En novembre 2021, Thomas et Jacques Dutronc annoncent une tournée commune sur le plateau de 20h30 le dimanche à compter d'avril 2022 et qui s'achèvera le 21 décembre à l'Accor Arena. le 13 avril à Courbevoie se tient le premier concert de cette longue tournée ; les 14 et 15 avril le duo se produit au Casino de Paris, 30 ans après son retour en solo. Début juin, le premier concert de la tournée des festivals se joue sans Jacques, qui a contracté le Covid. Il rejoint Thomas dès la deuxième date, à Montauban. La tournée d'été s'achève le 20 juillet aux « nuits de la guitare », et une dernière date s'ajoute le 11 septembre à la Fête de L'Humanité.
Le 3 novembre, la tournée des Zéniths est lancée à Montpellier, puis parcourt la France jusqu'au 21 décembre à Bercy. Le lendemain, Thomas Dutronc annonce à la radio que son père préfère arrêter : « ça s'arrête parce que mon père préfère arrêter maintenant », mais il assure que son père est « en pleine forme ». Aussitôt, un courrier envoyé par sa maison de disques s''intitule « Jacques Dutronc a payé sa dernière tournée ». Mais Thomas n'est pas si définitif : « Je suis sûr qu'il va regretter de ne pas continuer, parce qu'on lui (avait) fait un spectacle aux petits oignons. Il a chanté merveilleusement, une voix vraiment fabuleuse » On peut encore espérer voir Jacques sur scène dans les prochain(e) mois/années.

### L'acteur
En 1973, Jean-Marie Périer, ex-photographe de Salut les copains, lui propose son premier rôle au cinéma dans Antoine et Sébastien ; Jacques  partage l'affiche avec François Périer. Selon Jean-Marie Périer, qui le trouve bon dès la première prise, il tournera dans 48 films.
La carrière cinématographique de Jacques Dutronc est une réussite : la première est L'important c'est d'aimer de Andrzej Żuławski, réalisé en 1974. Jacques Dutronc y joue aux côtés de Romy Schneider avec qui il aura une relation amoureuse le temps du tournage,.
Il interprète ensuite des adaptations de Pierre Boulle, Francis Ryck, Robert Merle, Patrick Modiano, Frédéric Dard, Boileau-Narcejac, José Giovanni (par Alain Corneau) et Raymond Queneau pour son unique incursion à la télévision. Séducteur du cinéma français, il a pour partenaires Mireille Darc, Marlène Jobert, Isabelle Adjani, Isabelle Huppert, Nicole Garcia (qui le dirigera par la suite à deux reprises), Catherine Deneuve, Jane Birkin, Sophie Marceau (chez Zulawski), Lio, Mathilda May, Sandrine Bonnaire, Charlotte Rampling, Michèle Laroque, Marthe Keller, jusqu'à Joseph et la Fille en 2010 où il initie une jeune fille. Bien des années plus tôt, il avait joué le père d'Hélène Rollès.
Dutronc se confronte aux plus grands : Annie Girardot, Michel Piccoli, Jean-Pierre Marielle, Michel Serrault et Jean-Louis Trintignant (Malevil), Patrick Dewaere (Paradis pour tous), Daniel Auteuil.... En 1980, il est pressenti pour le rôle du méchant français René Belloq dans Les Aventuriers de l'arche perdue (1981), en vain car il ne maîtrise pas l'anglais ;  au grand dépit de Steven Spielberg qui voit en lui « le premier acteur du monde » et une « véritable star ». En 1991, il obtient le César du meilleur acteur pour son interprétation de Van Gogh, de Maurice Pialat. À propos de son interprétation de Van Gogh, on[Qui ?] a dit ainsi qu'il « vampirisait le personnage »[réf. nécessaire].
À la fin des années 1980, il tente de réaliser lui-même un long métrage dont l'action devait se dérouler en Corse, Pinzuti, (« L'Étranger ») qui ne vit toutefois pas le jour.[réf. nécessaire]

### Vie privée
Le 30 mars 1981, il épouse Françoise Hardy, avec qui il vivait depuis 1967, à la mairie de Monticello, en présence de nombreux invités et amis. Il vit en Corse toute l'année sur les hauteurs de Monticello dans une propriété appelée (Virginie), dont la maison a été construite à la demande de Françoise Hardy. Leur fils Thomas, né le 16 juin 1973, participe désormais à la conception de leurs disques. En 1987, il s'éloigne de Françoise Hardy mais ils restent mariés, Françoise vivant à Paris et lui dans leur maison en Corse. Depuis 1997, il vit en couple avec Sylvie Duval, rencontrée en 1997 sur le tournage de Place Vendôme, où elle était maquilleuse.
Il est aussi connu pour fumer le cigare, même pendant les interviews , et pour cacher ses yeux sensibles à la lumière derrière des Ray-Ban Pilote .

### Engagement politique
Lors de l'élection présidentielle de 2007, il vote Nicolas Sarkozy.
Il soutient Fabien Roussel, candidat du Parti communiste français, lors de la présidentielle de 2022.
En novembre 2023, il se qualifie comme « anar de droite »
En décembre 2023, il est signataire de la tribune en  soutien à Gérard Depardieu alors accusé de  viol, agression sexuelle et harcèlement sexuel.

## Filmographie

### Cinéma
- 1973 : Antoine et Sébastien de Jean-Marie Périer : Sébastien
- 1973 : OK patron de Claude Vital : Léon Bonnet
- 1974 : L'important c'est d'aimer d'Andrzej Żuławski Jacques Chevalier
- 1976 : Le Bon et les Méchants de Claude Lelouch : Jacques
- 1976 : Mado de Claude Sautet :  Pierre
- 1976 : Violette et François de Jacques Rouffio : François Leuwen
- 1977 : Le Point de mire de Jean-Claude Tramont : Julien
- 1977 : L'État sauvage de Francis Girod : Avit
- 1978 : Sale Rêveur de Jean-Marie Périer : Jérôme
- 1979 : Le Mors aux dents de Laurent Heynemann Loïc Le Guenn
- 1979 : Le Mouton noir de Jean-Pierre Moscardo : Vincent Messonier
- 1979 : L'Entourloupe de Gérard Pirès : Olivier
- 1979 : À nous deux de Claude Lelouch : Simon Lacassaigne
- 1979 : Retour à la bien-aimée de Jean-François Adam : Julien
- 1980 : Sauve qui peut (la vie) de Jean-Luc Godard : Paul Godard
- 1980 : Rends-moi la clé de Gérard Pirès : Nicolas Kervellec
- 1980 : Malevil de Christian de Chalonge : Colin
- 1981 : L'Ombre rouge de Jean-Louis Comolli : Léo
- 1981 : Une jeunesse de Moshé Mizrahi : Brossier
- 1982 : Paradis pour tous d'Alain Jessua : Pierre Valois
- 1982 : Y a-t-il un Français dans la salle ? de Jean-Pierre Mocky : Éric Plante
- 1983 : Sarah de Maurice Dugowson : Arnold Samson
- 1984 : Tricheurs de Barbet Schroeder : Elric
- 1988 : Mes nuits sont plus belles que vos jours d'Andrzej Żuławski : Lucas
- 1989 : Chambre à part de Jacky Cukier : Francis
- 1990 :  Le Pinceau à lèvres de Bruno Chiche (court-métrage)
- 1991 :  Van Gogh de Maurice Pialat : Van Gogh (récompensé par le César du meilleur acteur)
- 1992 :  Toutes peines confondues de Michel Deville : Gardella
- 1994 : Le Maître des éléphants de Patrick Grandperret : Garoubier
- 1995 : Les Victimes de Patrick Grandperret : Bernard Jaillac
- 1997 : Place Vendôme de Nicole Garcia : Battistelli
- 2000 : Merci pour le chocolat de Claude Chabrol : André Polonski
- 2001 : C'est la vie de Jean-Pierre Améris : Dimitri
- 2001 : Embrassez qui vous voudrez de Michel Blanc : Bertrand Lannier
- 2004 : Pédale dure de Gabriel Aghion : Charles
- 2006 : Ma place au soleil d'Éric de Montalier : Gérard
- 2007 : U.V. de Gilles Paquet-Brenner : le père
- 2007 : Le Deuxième Souffle d'Alain Corneau : Stanislas Orloff
- 2010 : Joseph et la Fille de Xavier de Choudens : Joseph
- 2014 : Les Francis de Fabrice Begotti : Orso
- 2018 : Voyez comme on danse de Michel Blanc : Bertrand Lannier

### Télévision
- 1973 : Témoignages, série, épisode 10, L'homme assis
- 1978 : Pierrot mon ami, téléfilm de François Leterrier : Pierrot

La chanson Fais pas ci, fais pas ça était le générique de la série télévisée Fais pas ci, fais pas ça en 2007, lors de sa première diffusion.

## Box-office
| No | Film                       | Réalisateur           | Année | Entrées   |
| -- | -------------------------- | --------------------- | ----- | --------- |
| 1  | L'important c'est d'aimer  | Andrzej Żuławski      | 1974  | 1 544 986 |
| 2  | Embrassez qui vous voudrez | Michel Blanc          | 2001  | 1 528 784 |
| 3  | Malevil                    | Christian de Chalonge | 1981  | 1 432 881 |
| 4  | Van Gogh                   | Maurice Pialat        | 1991  | 1 307 437 |
| 5  | Le Bon et les Méchants     | Claude Lelouch        | 1976  | 1 090 678 |
| 6  | Mado                       | Claude Sautet         | 1976  | 1 024 625 |

## Distinctions

### Récompenses
- César 1992 : César du meilleur acteur pour Van Gogh
- César 2005 : César d'honneur pour l'ensemble de cette carrière
- victoires de la musique 1993   victoire du meilleur concert au casino de paris
- Victoires de la musique 2022 : Victoire de la musique pour l'ensemble de son œuvre

### Nominations
- César 1977 : César du meilleur acteur dans un second rôle pour Mado
- César 1999 : César du meilleur acteur dans un second rôle pour Place Vendôme
- César 2002 : César du meilleur acteur pour C'est la vie

## Publications
- Pensées et répliques, éd. Le Cherche Midi, 2000 - rééd. poche, éd. J'ai lu, 2002
- Encore ! : pensées et répliques, éd. Le Cherche Midi, 2010
- Et moi, et moi, et moi, éd. Le Cherche Midi, 2023

## Influence / reprises
- En 1973, le groupe anglais Mungo Jerry reprend Et moi et moi et moi, adapté en Alright, Alright, Alright.
- En 1982, le groupe Indochine reprend L’opportuniste sur leur 1er album en 1982.
- Ses chansons sont reprises par Sylvie Vartan, Garou, Ange, Vanessa Paradis, Franco Battiato, Indochine, An Pierlé, Été 67, etc.
- En 1997, il est cité dans la chanson Brimful of Asha du groupe britannique Cornershop.
- En 2005, le groupe de rock industriel KMFDM enregistre une reprise de Mini, mini, mini sur son album Hau Ruck.
- En 2006, le groupe français Bikini Machine enregistre un album de reprises de Jacques Dutronc.
- En 2008, le groupe Black Lips reprend Hippie Hippie Hourrah.
- En 2008, Howard Hughes, leader du groupe Coming Soon, reprend Quand c'est usé, on le jette pour la compilation Kitchen Christmas Music.
- En 2019, le groupe français Archimède écrit la chanson Dutronner et invente ce verbe unique dans son album Pop decenium.
- Je suis le fils de Jacques Dutronc, chanson du groupe King Khan and the Shrines lui rend hommage.
- Un groupe anglais, Dutronc, a pris son nom[25]. Le groupe a enregistré un disque de reprises de ses gros tubes : Dutronc, Dutronc, Dutronc[réf. nécessaire].
- Le Britannique Miles Kane reprend sur scène sa chanson Le Responsable.
- Au Brésil, le groupe Les Responsables, de Porto Alegre, reprend fréquemment ses chansons.
- En 2015, des artistes comme Julien Doré, Nicola Sirkis, Brigitte, Zaz, Gaëtan Roussel, Tété ou Miossec rendent hommage au chanteur avec un album de reprises, Joyeux anniversaire M'sieur Dutronc[26].
- En 2016, la chanson Les Cactus est reprise par le groupe d'Alex Turner et Miles Kane, The Last Shadow Puppets. Cette chanson a fait également l'objet d'une reprise par le groupe rock garage de Madagascar, The Dizzy Brains.
- En 2017, Zine sort une adaptation en niçois de J’aime les filles qui rend hommage aux footballeurs de l’OGC Nice[27].
- En 2020, Clara Luciani reprend La Fille du Père Noël dans un EP du même nom en changeant un quelques paroles (c'est désormais le fils du Père Noël et la fille du Père Fouettard)